# 告依春
告依春（也称为：致甲状腺肿素）是一种含氮有机硫化合物，分子式C
5H
7NOS，属于噁唑烷和硫代氨基甲酸酯衍生物，为甲状腺素等甲状腺激素的还原产物。